# 十勝清水牛玉ステーキ丼
十勝清水牛玉ステーキ丼（とかちしみずぎゅうたまステーキどん）は、北海道上川郡清水町で販売されているご当地丼料理である。

## 概要
清水町が交流人口増加の起爆剤として、新しいご当地グルメを提供することを企画。試行錯誤の上、地元ブランド牛｢十勝若牛」をカットして焼いたサイコロステーキと、鶏卵を「ふわふわスクランブル」に調理して各々を乗せた新しい牛丼が誕生。味付けは、帯広市を中心に提供されている豚丼が醤油味であることを意識し、味噌味仕立てとしている。2010年7月17日から町内で販売を開始した。
その後「新・ご当地グルメグランプリ北海道」に於いて、2011・2012は準グランプリ、続く2013・2014・2015で3連覇し殿堂入りを果たす。（殿堂入りは別海ジャンボホタテバーガーに次いで2例目）

## ルール
十勝清水牛玉ステーキ丼には9つのルールが定められている。
1.「正式名称」：「十勝清水牛玉ステーキ丼」と名付ける。（愛称は「牛玉丼」とする）

2.「十勝若牛」：淡泊な赤身の美味しさで知られる地元産の肉用牛「十勝若牛」を使う。

3.「味噌味」：ステーキ肉の味付けは「味噌味」とし、十勝清水牛玉ステーキ丼地域活性化協議会の指定レシピに基づくこと。

4.「肉の形状」：ステーキ肉は、サイコロ状にカットする。

5.「鶏卵」：地元産の鶏卵を使用する。

6.「鶏卵調理方法」：「味噌味ふわふわスクランブル」とする。

7.「鶏卵との組み合わせ食材」：各店自由とするが、なるべく地元産の食材・旬の食材にこだわること。

8.「使用米」：「北海道米」を使用する。

9.「どんぶり」：十勝清水牛玉ステーキ丼地域活性化協議会が指定する白い卵型どんぶりを使用する。

## 派生商品・メニュー
牛玉ステーキ丼の提供にとどまらず、スピンオフ的に関連商品やメニューが発売されている。
牛玉丼ちゃんストラップ
関連グッズ第１弾として、公式キャラクター「牛玉丼ちゃん」の携帯電話ストラップを制作した。町内の牛玉ステーキ丼提供店で販売開始。2012年3月発売。
十勝清水牛玉ステーキ丼のみそだれ
牛玉ステーキ丼の提供開始後、「この丼に使っている味噌は販売していないのか」という要望が多かったため商品化を決定。製造者はソラチ。町内の牛玉ステーキ丼提供店やインターネット通販などで購入できる。2012年8月発売。
十勝清水夢のコラボ丼
清水町のご当地丼が「牛玉ステーキ丼」と「牛とろ丼」の２つになって以降、提供店を訪れた客から「この２つを同時に味わいたい」という要望が出始めたため、これに応えるかたちで２種類が並んだ「夢のコラボ丼」が開発された。当初は「十勝清水夢のミニコラボ丼」という名称で2014年11月だけの限定販売で終了する予定だったが、同年12月以降も「十勝清水夢のコラボ丼」として町内の複数店での定番メニューになったもの。
十勝清水牛玉メンチ
牛玉ステーキ丼の好評を受けて、この丼の特徴である「十勝若牛」「ふわとろ卵」「特製味噌だれ」を生かし、手軽に食べてもらえるテイクアウトグルメを企画・開発した。十勝清水観光情報ステーション（JR十勝清水駅横）や、町内の複数店で購入できる。2016年6月発売。

## 公式キャラクター・テーマソング
2010年7月、清水町内に設立されていた北海道芸術高等学校の生徒により、公式キャラクターと応援ソング（2曲）が作られた。

### 公式キャラクター
- 『牛玉丼ちゃん』- 牛の頭にトサカを付けた「牛と鶏との合体キャラ」 作者／西塚美優

### 公式テーマソング
- 『牛玉ステーキ丼の歌』作詞・作曲／岩佐美咲
- 『お母さんの牛玉ステーキ丼』作詞・作曲／工藤麗美・安藤友香

## 主な記念イベント等
牛玉丼ちゃんベンチ
「新・ご当地グルメグランプリ北海道」3連覇殿堂入りと牛玉ステーキ丼デビュー5周年を記念して、2015年8月中旬、国道274号の日勝峠清水町側にある清水ドライブイン・とかち亭(牛玉丼提供店の内の1店)に、牛玉丼ちゃんをデザインしたベンチが設置された。
町民向け牛玉丼キャンペーン(10周年記念）
2020年10月中旬、牛玉丼がデビューから10周年を迎えたことにちなみ、牛玉丼の普及団体である十勝清水牛玉ステーキ丼地域活性化協議会は、丼1杯980円（当時通常価格1480円）で食べることができるクーポン券を町民に発行するなどして祝賀した。（新型コロナウイルス感染症拡大の影響を受け、企画していたさまざまな10周年記念行事を中止せざるを得ず、クーポン券の発行にとどめたもの）
牛玉丼感謝祭(10周年＋2年記念）
2020年10月の10周年から2年を過ぎた2022年10月中旬、改めて牛玉丼誕生の10周年を記念した感謝祭が、JR十勝清水駅横のサツドラ十勝清水店前で開かれた。この感謝祭では丼1杯が500円で提供され、用意された200食は１時間ほどで完売した。